# Calle del Olivar

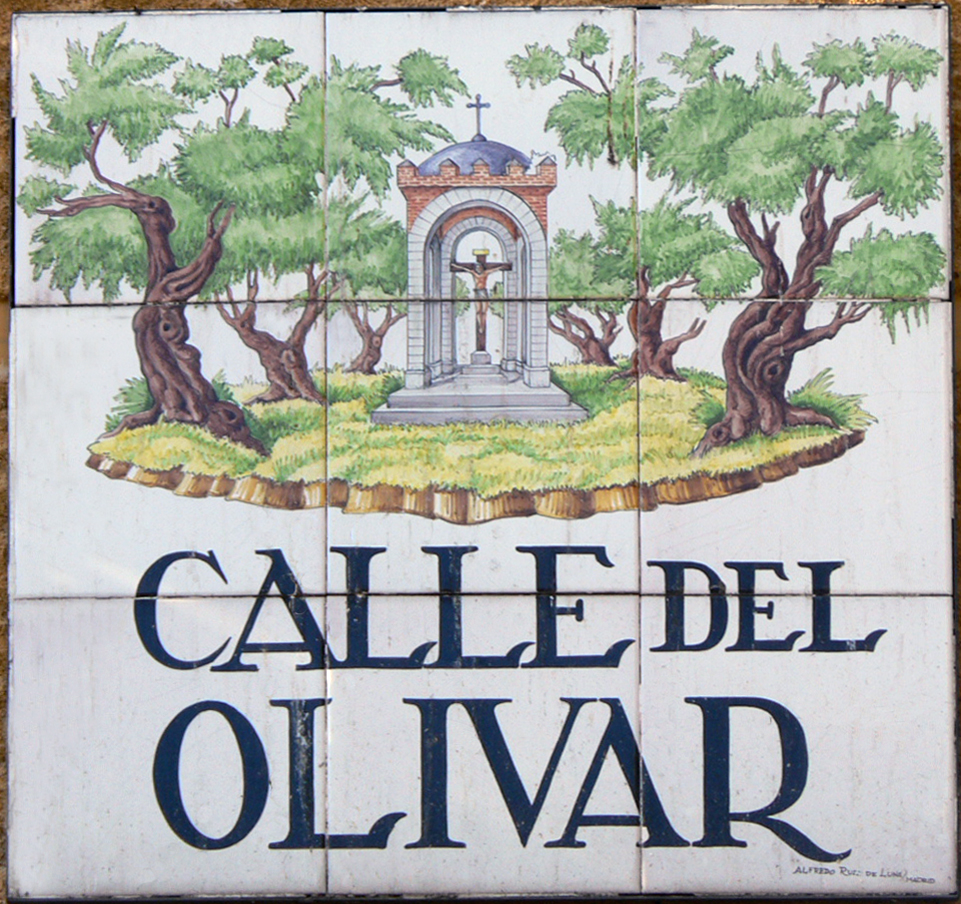
La hornacina del Cristo del Olivar, ilustrada así en la placa del callejero madrileño del ceramista Ruiz de Luna.

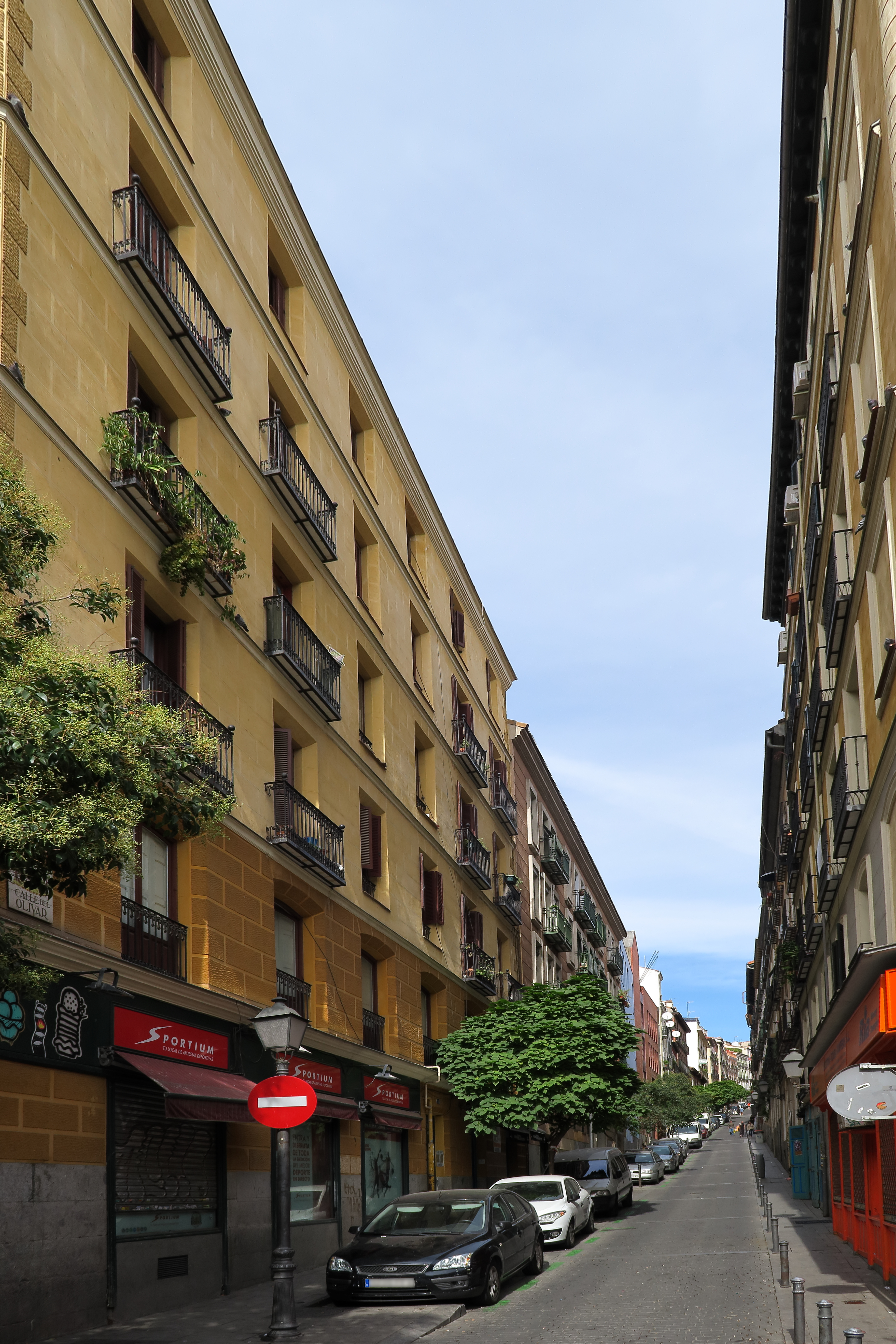
Calle del Olivar desde la plaza de Lavapiés

La calle del Olivar, en el barrio de Lavapiés del distrito Centro de Madrid, es una estrecha vía que desciende desde la calle de la Magdalena hasta la plaza de Lavapiés, en el laberinto de callejuelas de los antiguos barrios de Ministriles y del Avapiés del distrito del Hospital.

## Historia
Relatan los cronistas que antes de urbanizarse, toda la zona del alto Lavapiés era una colina poblada por un extenso olivar, dato plausible dada la cercanía de la judería madrileña, que llegaba hasta el santuario de la Virgen de Atocha. En relación con dicho olivar se conserva la leyenda de tradición católica de la supuesta profanación en 1564 del crucifijo que coronaba el viacrucis en lo alto de la cuesta (delito una vez más imputado a 'unos judíos'). Atribuye la leyenda a Felipe II el gesto piadoso de ordenar que la corte 'del imperio en el que no se ponía el sol' vistiese de luto, y apremió al cardenal Quiroga, arzobispo de Toledo, que buscase un artista que recompusiera la imagen y se llevase en solemne procesión al convento de Atocha y de allí a la ermita reedificada en 1598 y que tomaría el nombre de ermita del Cristo de la Oliva. Recoge Pedro de Répide también el dato urbanístico de que una de las primeras casas que se construyeron en esta calle, desplazando el fértil olivar hasta hacerlo desaparecer por completo, fue la de Eugenio Rosete, que más tarde compraría la Congregación de San Pedro de los Naturales, con la herencia de Calderón de la Barca, miembro de la Real Congregación de los Indignos Esclavos del Santísimo Sacramento.

### Calle galdosiana
Algunos biógrafos del escritor canario Benito Pérez Galdós, lo citan como vecino de paso en esta calle recién llegado al Madrid decimonónico que luego inmortalizaría en el conjunto de su obra. Aunque no se ha confirmado, Galdós aterrizó en una pensión del popular barrio de Lavapiés antes de instalarse en otra de la calle de las Fuentes. No se sabe si aquel primer contacto con los 'barrios bajos' de la capital de España dejó alguna huella especial en el escritor, pero sí queda constancia -por su diario y por el contenido de sus novelística- que fue un gran paseante y mediano sociólogo del laberinto del 'viejo Avapiés'. Quede como muestra este breve fragmento sacado del capítulo XXVIII de su novela Misericordia:

"Encontrose a un anciano harapiento que solía pedir, con una niña en brazos, en el Oratorio del Olivar , el cual le contó llorando sus desdichas, que serían bastantes a quebrantar las peñas. La hija del tal, madre de la criatura, y de otra que enferma quedara en casa de una vecina, se había muerto dos días antes «de miseria, señora, de cansancio, de tanto padecer echando los gofes en busca de un medio panecillo». ¿Y qué hacía él ahora con las dos crías, no teniendo para mantenerlas, si para él solo no sacaba? El Señor le había dejado de su mano. Ningún santo del cielo le hacía ya maldito caso. No deseaba más que morirse, y que le enterraran pronto, pronto, para no ver más el mundo. Su única aspiración mundana era dejar colocaditas a las dos niñas en algún arrecogimiento de los muchos que hay para párvulas de ambos sexos. ¡Y para que se viera su mala sombra!..."
Galdós, en el capítulo XXVIII de Misericordia.